# Mili Xiang
Mili Xiang (kinesiska: 咪哩, 咪哩乡) är en socken i Kina. Den ligger i provinsen Yunnan, i den sydvästra delen av landet, omkring 190 kilometer sydväst om provinshuvudstaden Kunming. Antalet invånare är 14 047. Befolkningen består av 6 503 kvinnor och 7 544 män. Barn under 15 år utgör 21,0 %, vuxna 15-64 år 69 %, och äldre över 65 år 9,0 %.
Genomsnittlig årsnederbörd är 1 466 millimeter. Den regnigaste månaden är juli, med i genomsnitt 333 mm nederbörd, och den torraste är februari, med 19 mm nederbörd.